# Hudson (New York)
Pour les articles homonymes, voir Hudson.
La ville de Hudson est le siège du comté de Columbia dans l'État de New York, aux États-Unis.
La ville est située sur une terre achetée à des Mohicans en 1662 par des colons d'origine néerlandaise. Hudson est fondée en 1785.

## Démographie
| Groupe                           | Hudson | New York | États-Unis |
| -------------------------------- | ------ | -------- | ---------- |
| Blancs                           | 59,0   | 66,8     | 72,4       |
| Afro-Américains                  | 25,0   | 15,9     | 12,6       |
| Asiatiques                       | 7,1    | 7,3      | 4,8        |
| Métis                            | 5,2    | 3,0      | 2,9        |
| Autres                           | 3,2    | 7,5      | 6,4        |
| Amérindiens                      | 0,4    | 0,6      | 0,9        |
| Total                            | 100    | 100      | 100        |
|                                  |        |          |            |
| Hispaniques et Latino-Américains | 8,2    | 17,6     | 16,7       |